# 大宝寺澄氏
大宝寺 澄氏（だいほうじ すみうじ）は、戦国時代の武将。大宝寺氏13代当主。武藤澄氏とも呼ばれる。

## 略歴
大宝寺政氏の子として誕生。11代将軍・足利義澄から偏諱を受け澄氏を名乗った。
澄氏の代になると出羽国飽海郡郡代であった砂越氏との関係が険悪となり、永正9年（1512年）には砂越氏雄が大宝寺領である田川郡に攻め込み、双方で1000人以上の損害を出す大戦となり、敗北を喫している。しかし、翌永正10年（1513年）に再び砂越氏が攻めてくるとこれを打ち破り、氏雄親子を討ち取るなどの戦功を上げた。
澄氏には子がいなかったために死後家督は弟・氏説が継いだ。